# Vittadinia australasica
Vittadinia australasica là một loài thực vật có hoa trong họ Cúc. Loài này được (Turcz.) N.T.Burb. miêu tả khoa học đầu tiên năm 1982.